# Dalila (imię)
Dalila – imię żeńskie pochodzenia biblijnego. Dalila imieniny obchodzi 21 lipca.
Najbardziej znaną osobą o tym imieniu jest Dalila – biblijna kochanka Samsona, która zdradziła go i doprowadziła do jego zguby.
Dosłowne tłumaczenie: „ta, która posiada klucz”.